# Suchodol (Samara)
Suchodol (russisch Суходо́л) ist eine Siedlung städtischen Typs in der Oblast Samara (Russland) mit 13.413 Einwohnern (Stand 14. Oktober 2010).

## Geographie
Die Siedlung liegt gut 100 km Luftlinie nordöstlich des Oblastverwaltungszentrums Samara links des Sok-Nebenflusses Surgut.
Suchodol gehört zum Rajon Sergijewsk und befindet sich gut 5 km südöstlich von dessen Verwaltungszentrum Sergijewsk. Die Siedlung bildet eine Stadtgemeinde (gorodskoje posselenije), zu der keine weiteren Ortschaften gehören.

## Geschichte
Der Ort wurde erstmals 1849 in statistischen Materialien des damaligen Ujesds Sergijewsk als Dorf Bogojawlenka erwähnt. In den 1920er-Jahren erhielt es den heutigen Namen nach einem dort fließenden Bach.
Im Rahmen der Erschließung von Erdölvorkommen in dem zuvor hauptsächlich landwirtschaftlich geprägten Gebiet entstand in den 1960er-Jahren eine Plattenbau-Arbeitersiedlung, die 1970 den Status einer Siedlung städtischen Typs erhielt.

### Bevölkerungsentwicklung
| Jahr | Einwohner |
| ---- | --------- |
| 1849 | 486       |
| 1897 | 1.149     |
| 1931 | 1.268     |
| 1979 | 8.692     |
| 1989 | 12.253    |
| 2002 | 14.407    |
| 2010 | 13.413    |

Anmerkung: 1897, ab 1979 Volkszählungsdaten

## Sehenswürdigkeiten
Zum Teil aus den Überresten einer 1910 geweihten und seit den 1920er-Jahren geschlossenen Holzkirche entstand zwischen 1995 und 2001 die Erzengel-Michael-Kirche (церковь Михаила Архангела, zerkow Archangela Michaila).

## Wirtschaft und Infrastruktur
In Suchodol gibt es verschiedene Dienstleistungs-, Transport- und Bauunternehmen im Zusammenhang mit der Erdölerkundung und -förderung im umliegenden Gebiet.
Bei Suchodol befindet sich die Bahnstation Sernyje Wody 1, bei Kilometer 82 kurz vor dem Endpunkt Sernyje Wody 2 an einer in Krotowka von der Strecke Samara – Ufa – Tscheljabinsk abzweigenden Nebenstrecke gelegen, die von der Kuibyschewer Eisenbahn betrieben wird. Südlich an der Siedlung führt die Fernstraße M5 vorbei, die Moskau über Samara mit Tscheljabinsk im Ural verbindet.